# Ditmar Jakobs
Ditmar Jakobs (Oberhausen, 28 augustus 1953) is een (West-)Duits voormalig voetballer die speelde als verdediger.

## Carrière
Jakobs maakte zijn debuut voor Rot-Weiß Oberhausen in 1971 en speelde er vier seizoenen en trok toen naar TeBe Berlin. Hij speelde er drie seizoenen en vertrok toen naar MSV Duisburg waar hij twee seizoenen speelde. Vanaf dan tot aan zijn zware blessure die een einde maakte aan zijn carrière speelde hij voor Hamburger SV. De blessure liep hij op door met zijn been te blijven hangen aan een haak die het net op zijn plaats houden, de haak drong diep in zijn been en raakte een paar zenuwen. Daardoor moest hij stoppen met spelen, hij had geluk want een beetje dieper en zijn zenuwen waren definitief over.
Hij speelde 20 interlands voor West-Duitsland waarin hij een keer kon scoren. Hij nam met de West-Duitse ploeg deel aan het WK voetbal 1986.

## Erelijst
- Hamburger SV
  - Europacup I: 1983
  - DFB-Pokal: 1987
  - Bundesliga: 1982, 1983

1 Schumacher ·
2 Briegel ·
3 Brehme ·
4 Förster ·
5 Herget ·
6 Eder ·
7 Littbarski ·
8 Matthäus ·
9 Völler ·
10 Magath ·
11 Rummenigge  ·
12 Stein ·
13 Allgöwer ·
14 Berthold ·
15 Augenthaler ·
16 Thon ·
17 Jakobs ·
18 Rahn ·
19 Allofs ·
20 Hoeneß ·
21 Rolff ·
22 Immel ·
Coach: Beckenbauer